# 维约梅尼勒
维约梅尼勒（法語：Vieux-Mesnil，法語發音：[vjø menil]）是法国上法兰西大区北部省的一个市镇，位于该省东部，属于埃尔普河畔阿韦讷区。

## 地理
维约梅尼勒（50°15'16"N, 3°51'53"E）面积5.95 平方千米，位于法国上法蘭西大區北部省，该省份为法国最北部的省份及最长的省份，西北濒北海，西接加来海峡省，南至埃纳省和索姆省，东与比利时接壤。
与维约梅尼勒接壤的市镇（或旧市镇、城区）包括：拉隆格维尔、桑布尔河畔布西耶尔、费尼、阿尔尼、欧蒙、桑布尔河桥村。
维约梅尼勒的时区为UTC+01:00、UTC+02:00（夏令时）。

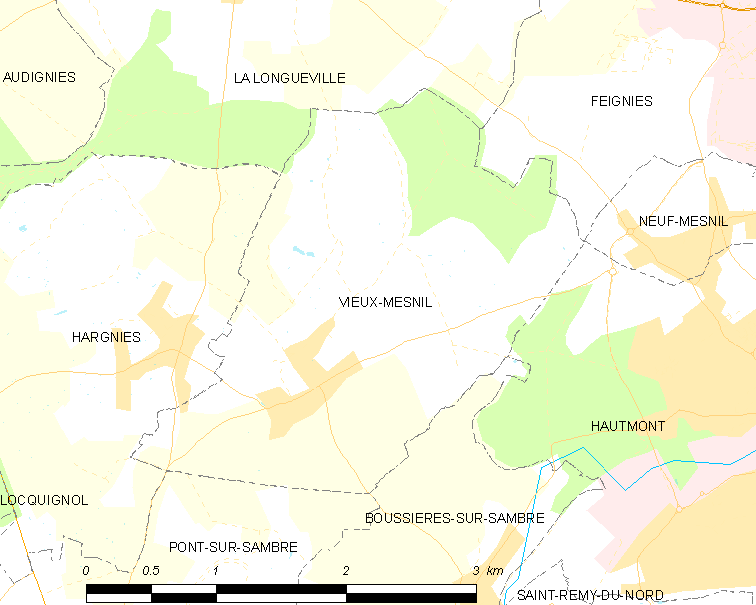
维约梅尼勒的OSM定位图

## 行政
维约梅尼勒的邮政编码为59138，INSEE市镇编码为59617。

## 政治
维约梅尼勒所属的省级选区为欧努瓦-艾姆里县。

## 人口

1962-2008年间维约梅尼勒人口变化图示

维约梅尼勒于2022年1月1日时的人口数量为637人。